# Mongoloraphidia remmi
Mongoloraphidia remmi är en halssländeart som först beskrevs av H. Aspöck och U. Aspöck 1975.  Mongoloraphidia remmi ingår i släktet Mongoloraphidia och familjen ormhalssländor. Inga underarter finns listade i Catalogue of Life.